# مارتن بالوخ
 مارتن بالوخ (آلمانی: Martin Balluch؛ زاده ۱۲ اکتبر ۱۹۶۴) یک فیزیک‌دان اهل اتریش است.